# Allan Massie
Allan Massie  (Singapura, 19 de outubro de 1938) é um historiador, jornalista e escritor britânico.
Cresceu em Aberdeenshire na Escócia e foi educado na Inglaterra estudando em Glenalmond e no Trinity College, em Cambridge, onde se formou e passou a lecionar História. Também morou e lecionou durante vários anos na Itália. Atualmente é resenhista-chefe do The Scotsman, colunista do Daily Telegraph e do Spectator, membro da Real Sociedade de Literatura e juiz do Prémio Man Booker. Autor prolífico, já publicou mais de 30 livros, incluindo 19 novelas, destacando-se especialmente pela popularidade alcançada por seus romances históricos.
Um grande admirador de Sir Walter Scott e do russo Andreï Makini, Massie mora com sua esposa Allison e seus três filhos na cidade de Selkirk, na fronteiro escocesa, onde vive há 25 anos.

## Obra
- Change and Decay in All Around I See  (1978)
- Muriel Spark  (1979)
- I'll Met by Moonlight: Five Edinburgh Murders  (1980)
- The Last Peacock (1980)
- The Death of Men  (1981)
- The Caesars (1983)
- A Portrait of Scottish Rugby (1984)
- Eisenstaedt: Aberdeen, Portrait of a City (1984)
- One Night in Winter (1984)
- Augusto: O Imperador Deus (1986)
- Colette - uma biografia - no original Colette: The Woman, the Writer, and the Myth (1986)
- 101 Great Scots (1987)
- Byron's Travels (1988)
- How Should Health Services Be Financed? A Patient's View (1988)
- A Question of Loyalties (1989)
- Glasgow (1989)
- The Hanging (1990)
- Scotland and Free Enterprise (with Ewan Marwick and Douglas C. Mason) (1991)
- The Sins of the Father (1991)
- Tibério: As Memórias do Imperador (1991)
- César (1993)
- These Enchanted Woods (1993)
- Edinburgh (1994)
- The Ragged Lion (1994)
- Rei Davi (1995)
- Marco Antônio e Cleópatra (1997)
- Shadows of Empire (1997)
- Os Herdeiros de Nero (1999)
- O Crepúsculo do Mundo (2001)
- Rei Artur (2003)
- Calígula (2004)
- The Thistle and the Rose: Six Centuries of Love and Hate Between Scots and English (2005)
- Scottish Cultural Identity (2006)
- Charlemagne and Roland (2007)